# Klimafølsomhed
Klimafølsomhed er et begreb der indgår i diskussioner om klimaændringer og global opvarmning.

## Klimafølsomhed i videre forstand
I videre forstand drejer klimafølsomhed sig om de små eller store ændringer der måtte forekomme i klimaet forårsaget af mange forskelligartede begivenheder eller forstyrrelser (en: 'perturbations') af klimasystemet.
Hvis selv store ændringer i sådanne forstyrrelser kun har lille betydning for klimaet, er klimafølsomheden lille – og omvendt: hvis der ikke skal meget til en ændring, er klimafølsomheden stor.
Sådanne forstyrrelser af et hidtil stabilt klima kan have eksterne årsager som f.eks. ændringer i Jordens bane omkring Solen, meteornedslag, eller ændret solaktivitet. De kan også forårsages af interne processer på Jorden som for eksempel store vulkanudbrud (se afsnit "Ikke-klimatiske faktorer" i artiklen om klimaændring).

## Klimafølsomhed i forhold til klimaforandringer
I snævrere forstand benyttes begrebet til diskussioner af betydningen af ændringer i atmosfærens indhold af drivhusgasser, idet man har observeret stigninger i atmosfærens indhold af især CO2 siden den industrielle udvikling tog fart for et par århundreder siden.
I slutningen af 1800-tallet søgte svenskeren Svante Arrhenius – der især interesserede sig for istider – at kvantificere en temperaturstigning ved en antaget fordobling af CO2-indholdet.
Siden er bestræbelserne på at at kvantificere denne sammenhæng fortsat.
Den drivhusgas der især fokuseres på er kuldioxid, CO2, og man benytter begrebet kuldioxid-ækvivalent når man medtager andre drivhusgasser. Man anslår at der før industrialiseringen var tale om omkring 280 ppm (parts per million), og dette førindustrielle niveau er udgangspunktet – fordoblingen nås således ved ca. 560 ppm. September 2016 passeredes de 400 ppm, og niveauet var december 2019 på omkring 412 ppm.
Uden drivhusgas ville den gennemsnitlige temperatur på Jorden være lavere end de 14-15 °C den er nu. Kaas og Langen når med anvendelse Stefan-Boltzmanns lov til en gennemsnitlig temperatur på ca. minus 19 °C. Drivhuseffekten, som drivhusgasserne bevirker, hæver temperaturen med de ca. 35 °C fra ca. minus 20 °C til de ca. plus 15 °C (se eks.)

## To typer klimafølsomhed
Man har i 25 år arbejdet med to typer klimafølsomhed: TCR, 'transient climate response' og ECS, 'equilibrium climate sensitivity'.
Begge metoder søger at indkredse de temperaturstigninger der kan blive resultatet af en fordobling af CO2 fra det førindustrielle niveau på ca. 280 ppm til 560 ppm som er i sigte i løbet af 2000-tallet.
TCR er den globale temperaturstigning på det tidspunkt ('transient'), hvor de atmosfæriske CO2-koncentrationer når de 560 ppm.
Man er også interesseret i at bedømme temperaturstigningen hvis CO2-niveauet skulle stabilisere sig ('equilibrium') på de 560 ppm. Mens en sådan ligevægt etablerer sig, vil temperaturen stadig stige, især fordi oceanerne er længere om at reagere på fordoblingen.
Jo bedre man kan stole på de anslåede temperaturstigninger, jo bedre kan man bedømme omfanget af omkostninger ved modforholdsforanstaltninger i form af forskellige klimatilpasninger.